# Cikánský potok
Der Cikánský potok, früher Luční potok bzw. Luzný potok (deutsch Aubach, auch Zigeunerbach) ist ein linker Zufluss der Blanice in Tschechien.

## Verlauf
Der Cikánský potok entspringt am nördlichen Fuße des Boubín (Kubany, 1362 m). Sein Oberlauf führt östlich der Kupa (1044 m) vorbei am Forsthaus Veselka nach Nordosten. Oberhalb seines durch Wälder führenden Tales liegen die Orte Veselka, U Obory, U Petra, Brdo und Včelná pod Boubínem. Südlich von Buk reihen sich entlang des Cikánský potok die größtenteils aus ehemaligen Mühlen bestehenden Gehöfte U Lady, Urbánkův Mlýn, Matulkův Mlýn, Trytlův Mlýn und Machův Mlýn aneinander. Vorbei an Machova Hora, Šumavské Hoštice, Škarez 2. díl, Škarez 1. díl und Trpín fließt der Bach in einem unbesiedelten Tal durch den Cikánský les (Zigeunerwald). An der Einmündung des Šumavský potok, wo bis nach dem Zweiten Weltkrieg noch die Cikánský mlýn (Zigeunermühle) stand, nimmt der Bach auf diesem Abschnitt im Cikánský údolí (Zigeunergrund) zwischen der Skalní hora (Skalna, 836 m), der Loučová (793 m) und dem Černý les (Schwarzwald, 906 m) südöstliche Richtung. Sein Unterlauf führt vorbei an Dobišův Mlýn, Hamr, U Bartlů, Řepešín und Saladín nach Osten. Nach 11,1 Kilometern mündet der Cikánský potok nördlich von Záblatí bzw. nordöstlich von Saladín in die Blanice.
Mit Ausnahme des Mündungsbereiches liegt der gesamte Lauf des Cikánský potok im Biosphärenreservat Šumava. Im Seitental des Boubínský potok erstreckt sich bei Dobišův Mlýn das Naturreservat "Čertova stráň". Kurz vor seiner Mündung liegt rechtsseitig des Cikánský potok das Naturreservat Saladínská olšina.

## Geschichte
Im unteren Tal des Aubaches wurden früher Goldseifen betrieben. Davon sind noch Raithalden erhalten. Zum Ende des 16. Jahrhunderts wurde im Aubachtal am Hügel Alb auch Goldbergbau betrieben.
Die dörfliche Besiedlung erfolgte auf den Höhenlagen über dem Tal. Die Wasserkraft des Baches wurde zum Betrieb mehrerer Mühlen genutzt.

## Zuflüsse
- Černobrdo (r), bei Na Pile
- Šumavský potok (l), bei Šumavské Hoštice
- Boubínský potok (r), bei Dobišův Mlýn